# كانغ جون هو
كانغ جون هو (22 يونيو 1928 – 24 سبتمبر 1990) هو ملاكم كوري جنوبي راحل، مثّل بلاده في الألعاب الأولمبية الصيفية 1952 وحقق الميدالية البرونزية في فئة وزن البانتام.

## روابط خارجية
كانغ جون هو على موقع أوليمبيديا (الإنجليزية)